# لقاح موهن

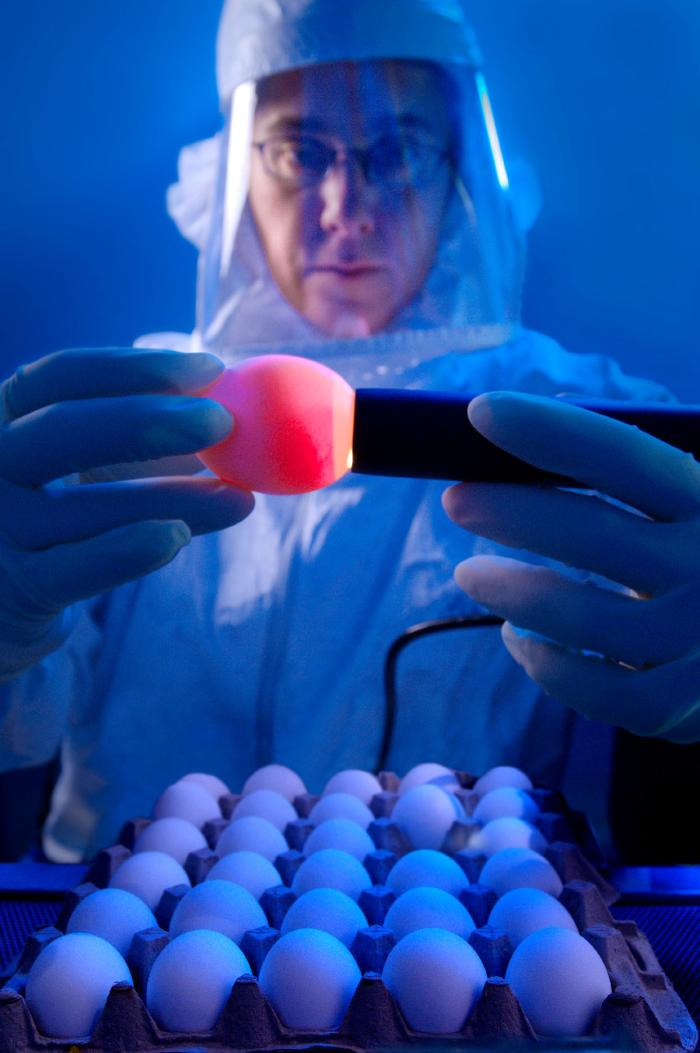

اللَّقاح الموَهَّن هو لقاح ينتج عن طريق تقليل فَوْعَة الممراض مع تركها حية. والتوهين يدخل إلى العامل المعدي ويبدله بحيث يصبح عديم الضرر أو أقل تفوُّعًا. وهذه اللقاحات تتباين عن اللقاحات التي تنتج عن طريق «قتل» الفيروس (لقاح معطل).

## أمثلة
ومن بين أمثلة اللقاحات «الحية» (أو الموَهَّنة):
- فيروسي: لقاح الحصبة ولقاح النكاف ولقاح الحصبة الألمانية ولقاح الأنفلونزا ولقاح الحماق ولقاح شلل الأطفال الفموي (سابين) ولقاح الحمى الصفراء،[2] وبخاخ لقاح الأنفلونزا الأنفي (بما في ذلك البخاخ الأنفي للأنفلونزا الموسمية والبخاخ الأنفي أنفلونزا H1N1 2009). لقاح الكلب متوفر الآن في صورتين موهنتين إحداهما للاستخدام البشري والأخرى للاستخدام البيطري.
- جرثومي: لقاح بي سي جي[2] ولقاح التِّيفيِّة[3] ولقاح التيفوس الوبائي.

## النمو
يمكن توهين الفيروسات بواسطة إمرار الفيروس عبر مضيف مضيف أجنبي مثل:
- زراعة الأنسجة
- بيض مضغيّ
- حيوانات حيّة

تخصص الجمهرة المكروبية البدئية للمضيف الأجنبي. وتتمكن واحدة أو أكثر منها من إحداث طفرة تمكنها من إصابة المضيف الجديد. وتنتشر هذه الطفرات، ولما كانت الطفرات تتيح للميكروبات النمو جيدًا في المضيف الجديد، يكون الناتج هو جمهرة مختلفة تمامًا عن الجمهرة الأولية، ولذا فإنها لا تنمو جيدًا في المضيف الأصلي عندما تُعاد ثانية إليه (ومن هنا يكون «موهَّنًا»). وهذا يُسهِّل على جهاز المناعة لدى المضيف عملية التخلص من العامل ومن ثم خلق خلايا الذاكرة المناعية المسؤولة عن حماية المريض إذا ما أصيب بنسخة مشابهة من هذا الميكروب في الظروف «الطبيعية».

## التناول
بالنسبة للقاح الموَهَّن، يتناول الشخص جسيمات فيروس حي ذي فوَّعة محدودة جدًا. وتتكاثر هذه الفيروسات ولكن ببطء شديد. وقد يتطلب الأمر في بعض الأحيان استخدام معززات نظرًا لأن الفيروسات تتكاثر ولا تنفك عن إخراج مستضدات تفوق التلقيح الأولي. وتُنتج هذه اللقاحات بزراعة الفيروس في مزارع نسيجية تنتقى على أساس قلة تفوُّع الذرية، أو عن طريق إجراء تبديل أو خبن متعمّد في الجينات المطلوبة لتعديل فوعتها. وهناك احتمال بسيط لخطر انعكاس الفوعة، وتقل نسبة هذا الخطر في اللقاحات ذات الخبن. ولا يمكن للأفراد منقوصي المناعة استخدام اللقاحات الموَهَّنة.

## مزايا اللقاحات الموهَّنة
- تنشيط جميع أطوار الجهاز المناعي (تنتج أجسامًا مضادة موضعية مثل الكريين المناعي أ)
- ترفع من كفاءة المناعة، وفي أحيان قليلة يتطلب الأمر استخدام معززات
- انخفاض التكلفة
- سرعة المناعة
- سهولة النقل والتناول (فمثلاً يمكن تناول لقاح شلل الأطفال لعلاج شلل الأطفال عن طريق الفم بدلاً من الحقن المعقّم من اختصاصي صحي كما هو الحال في الطريقة المعطِّلة التي يعتمد عليها لقاح الفيروسة السنجابية المعطَّلة)
- طريقة «التبقيع» الأولية التي اكتشفها إيسان أناند لها بعض الآثار الجانبية مقارنة بلقاحات الأجسام المضادة المحقونة (مثل الكُزَاز)

## عيوب اللقاحات الموهَّنة
- قد تتسبب الطفرة الثانوية في انعكاس الفوعة.[4]
- قد تتسبب في مضاعفات حادة للمرضى منقوصي المناعة.[5]
- قد تكون صعبة التنقل بسبب ضرورة حفظها في ظروف معينة (مثل درجة الحرارة)

## وصلات خارجية
- Global Polio Eradication Initiative: Advantages and Disadvantages of Vaccine Types
- CDC H1N1 Flu / 2009 H1N1 Nasal Spray Vaccine Q&A at the website of the US مراكز مكافحة الأمراض واتقائها